# 14e régiment d'artillerie antiaérienne
Le 14e régiment d'artillerie antiaérienne (néerlandais : 14de Regiment Luchtdoelartillerie) était une unité d'artillerie de la force terrestre des forces armées belges. Le régiment était basé à Lombardsijde. Il est le successeur du 14e régiment d'artillerie.

## Historique

### Première Guerre mondiale
Le 14e régiment d'artillerie intégré à la 2e division est stationné dans le secteur de Ramskapelle. Il participe aux combats du Reigersvliet en mars 1918. Il est par la suite déplacé sur le secteur de Boezinge, puis en septembre 1918 à Dixmude d'où il participe à la conquête d'Eessen.

### Entre-deux-guerres
En 1923, à la suite d'une restructuration de l'armée, il est intégré au 2e corps d'armée et est envoyé en garnison à Mechelen. En 1926, il déménage à Etterbeek dans la caserne Rolin et est transféré au 1er corps d'armée.

### Seconde Guerre mondiale
En 1939, le régiment est mobilisé et participe en 1940 à la campagne des 18 jours. Il est dissous de facto lors de la capitulation de l'armée belge.

### Après-guerre
Le 14e bataillon d'artillerie est reformé à Saive le 1er février 1952 et est intégré à la 4e division d'infanterie. Il est doté de canons de 105 mm.
En 1955, la 4e division est dissoute ainsi que toutes les unités qui la composent. Le bataillon d'artillerie passe temporairement dans la réserve. Il est finalement dissous sauf une batterie le 1er juillet 1960.
Le 1er janvier 1963, le régiment est reformé à Dellbrück (Allemagne). Elle se voit dotée de missiles Honest John.
En mars, il est transféré à Westhoven jusqu'au 17 août 1964 où il part pour Werl.
En mai 1978, le régiment prend quartier à Spich et ses missiles Honest John sont remplacés par des canons antiaérien Guépard de 35 mm.
Le 26 avril 1991, le régiment est déplacé à Lombardsijde et, le 30 juin 1991, il est intégré l'école d'artillerie antiaérienne.
Le 1er juillet 1994, le régiment est converti sur missiles Mistral.
Le régiment fut dissous le 30 juin 2010. Une partie de son personnel fut intégrée au bataillon artillerie nouvellement formé.

## Étendard
L'étendard fut remis par le roi Albert Ier, au camp de Bourg-Léopold en mars 1921. Durant la Seconde Guerre mondiale, il est caché à l'abbaye Saint-André de Bruges. Il est remis au 14e bataillon d'artillerie en 1952. Le 26 janvier 1956, il est remis au Musée de l'armée. Il est de nouveau attribué au 14e bataillon d'artillerie par l'arrêté royal du 18 septembre 1963.
Il porte les inscriptions suivantes :
- Reigersvliet
- Eessen

Il porte également la fourragère de la Croix de Guerre 1914.

## Organisation
De 1994 à 2010, le régiment était divisé en 2 batteries (35e et 43e).
Celles-ci étaient subdivisées en 3 pelotons composés chacun de 6 équipes Mistral.

## Sources
- (en) Cet article est partiellement ou en totalité issu de l’article de Wikipédia en anglais intitulé « 14th Air Defence Artillery Regiment (Belgium) » (voir la liste des auteurs).